# Reactor modular mic

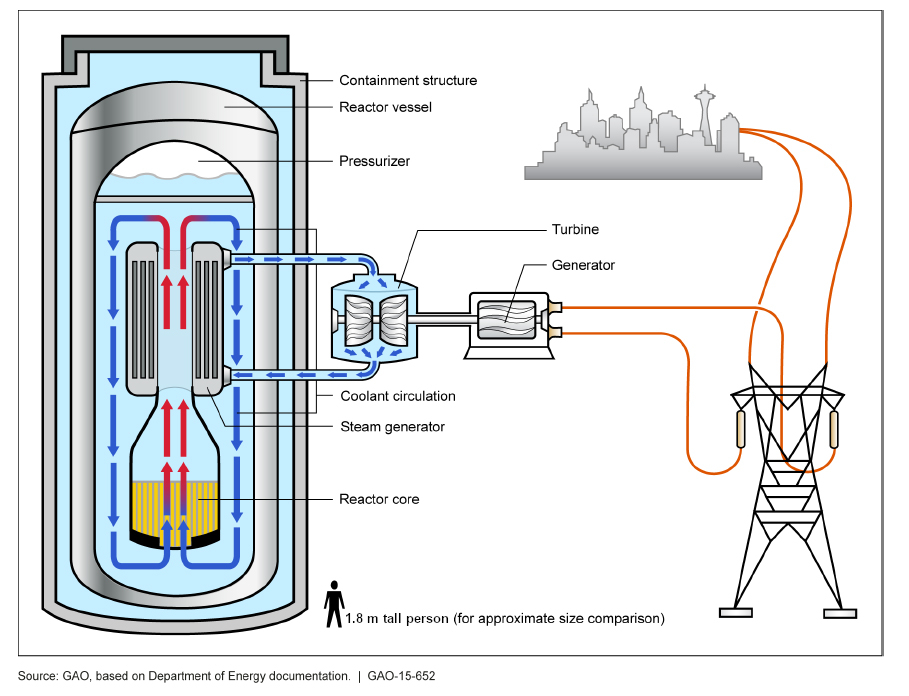
Schema unui reactor nuclear modular mic răcit cu apă ușoară (SMR)

Un reactor modular mic (în engleză small modular reactor – SMR) face parte dintr-o clasă de reactori nucleari de fisiune mici, proiectați pentru a fi construiți într-o fabrică, expediați și instalați la locurile unde vor funcționa și apoi folosiți pentru alimentarea cu curent electric a clădirilor sau a altor obiective. Termenul de „mic” se referă la gabaritul și puterea lor iar cel de „modular” la construcția lor. Tipul de reactor și procesele nucleare pot varia. Dintre multele modele de SMR, tipul reactor cu apă sub presiune (PWR) este cel mai comun. Totuși, în proiectele SMR propuse recent reactorii pot fi: din generația a IV-a⁠(d), cu neutroni termici, cu neutroni rapizi⁠(d), cu săruri topite⁠(d) și răciți cu gaz⁠(d).
SMR-urile comerciale au fost concepute pentru a furniza o putere electrică între 5 și 300 MWe (megawați electrici) per modul. SMR-urile pot fi, de asemenea, proiectate exclusiv pentru desalinizare sau încălzire. Puterea acestor SMR se exprimă în MWt (megawați termici). Multe modele de SMR se bazează pe un sistem modular, permițând clienților să adauge pur și simplu module pentru a obține puterea electrică dorită.
Primii reactori mici au fost proiectați în anii 1950, în scopuri militare, pentru a propulsa submarine cu rachete balistice⁠(d), portavioane și spărgătoare de gheață cu propulsie nucleară. Există și un mare interes din partea corporațiilor tehnologice în utilizarea SMR-urilor pentru a alimenta centrele lor de date⁠(d).
Puterea electrică a reactorilor navali moderni este în general limitată la mai puțin de 165 MWe și este dedicată în principal alimentării motoarelor care antrenează elicile. În plus, la reactorii navali lipsesc unele măsuri de siguranță din cauza limitărilor spațiului pentru care au fost proiectați acești reactori.
Se dorește ca reactorii modulari să reducă durata de construcție la fața locului și să crească eficiența izolației. De asemenea, se așteaptă că acești reactori vor spori siguranța prin utilizarea caracteristicilor de siguranță nucleară pasivă⁠(d), care nu necesită intervenția umană, deși acest lucru nu este specific SMR-urilor, ci mai degrabă o caracteristică a celor mai moderne modele de reactori. Se pretinde, de asemenea, că SMR-urile au costuri mai mici cu personalul la centralele electrice, deoarece funcționarea lor este destul de simplă, și se pretinde că au capacitatea de a ocoli piedicile financiare și de siguranță care inhibă construcția reactorilor convenționali.
În colaborare cu Oregon State University⁠(d) (OSU), firma NuScale Power⁠(d) a dezvoltat primul model comercial care în 2022 a primit aprobarea Nuclear Regulatory Commission⁠(d) pentru piața din SUA.

## România
În 2021, Nuclearelectrica și NuScale Power au semnat un acord pentru construirea unei centrale electrice cu șase reactoare nucleare la centrala electrică Doicești, pe amplasamentul unei foste centrale pe cărbune situată în apropierea satului Doicești, Dâmbovița, la 90 km de București. Proiectul este estimat că va fi finalizat în 2026–2027, ceea ce va face din centrală prima de acest fel din Europa. Se așteaptă ca centrala electrică să genereze 462 MWh, echivalent cu consumul a 46.000 de gospodării și reducerea emisiilor de CO2 cu 4 milioane de tone pe an.